# 神永大輔
神永 大輔（かみなが だいすけ、1985年8月17日 - ）は、福島県いわき市出身の尺八奏者。都山流尺八を曽我哲山(都山流竹琳軒)、野村峰山(人間国宝)、琴古流尺八をクリストファー遙盟、民謡尺八を小湊昭尚の各氏に師事。都山流尺八准師範検定試験、師範検定試験ともに首席登第、現在は都山流尺八大師範（号は耀山）。
ロックバンド｢和楽器バンド｣のメンバー。有限会社邦楽ジャーナル代表執行役。
これまでに10カ国以上の海外公演経験をもち国内外の大型イベントにも多数出演、伝統邦楽の演奏にとどまらず、世界中のあらゆる音楽、表現とコラボレーションしている。

## 人物・経歴
5歳からクラシックピアノを始め、福島県立磐城高等学校時代は軽音楽愛好会を創立しキーボードを担当していた。
千葉大学文学部日本・ユーラシア文化コースに進学後、サークル活動は邦楽部で尺八を選び、後には関東学生三曲連盟（大学横断の邦楽団体）の代表も務めた。一方、酔っ払って路上で尺八を吹いていたところを通り掛かりのギタリストに声をかけられたことをきっかけに、ライブハウスでの演奏も始めるようになった。

大学卒業後にNHK邦楽技能者育成会（第54期）に合格。尺八のさらなる勉強を目指したが、その時期に所属したヘヴィロックバンドがアメリカのレーベルと契約したことにより渡米を決意し育成会を退会。しかしロサンゼルスに引っ越しするも半年で帰国することとなる。帰国後は邦楽界よりもバンド活動に軸を置き、バイトは行わず、誘われるところにはすべて顔を出しその日の関係者にはインパクトを残すとの方針を立て人間関係を広めるべく、ライブハウスでの本番を重ねることに集中した。
活動を積んでゆく中でHEAVENESEまたKAO=Sのメンバーとして、テキサス州オースティンで開かれる世界最大級の音楽コンベンションSXSWや、フランス・パリ市で開かれる日本文化のフェスティバルJapan Expoといった海外の大型イベント出演も経験する。

2012年に鈴華ゆう子のメンバー募集の呼び掛けに応え華風月結成に参加し、2014年に和楽器バンドでメジャーデビュー。
ゲーム音楽との関わり
ゲーム音楽をこよなく愛し、そもそも尺八を始めたきっかけもゲーム音楽との関わりからで、「ゲーム音楽に出てくる『どこの国の笛か分からないけど、何となく民族っぽい笛の音』を再現するのに最も適した楽器が尺八だと思ってやり始めた」という。

「光田康典 & Millennial Fair」「ファミ箏」「風とキャラバン」「Playing Works!」などの活動を通して、植松伸夫、光田康典、なるけみちこ、菊田裕樹など、著名なゲーム音楽作曲家とも共演を重ねている。

2020年に発表されたGoogle Play/iOS向けゲーム『Dottania』の劇中曲を担当し、自身の念願であった「ゲーム音楽作曲家デビュー」を果たす。
尺八講師としての活動
演奏活動の一方で、尺八講師として複数の大学、教育機関等でも講義を行っている。地元いわき市では、いわき芸術文化交流館アリオス主催のおでかけアリオス登録アーティストとして参加、市内の小中学校等に演奏を届けている。
和楽器バンドをきっかけに尺八に興味を持つ問合せが増えたことに対応し、2016年に教則本「尺八をはじめる本。」を上梓。
さらに尺八普及活動に力を入れる中で箏などとの合奏機会また練習場所や交流場所の必要性を感じるようになり、2019年に仲間の箏奏者・尺八奏者と共同で箏・尺八教室を開校した。
その他の主な活動
- 2013年、東京ソラマチ館内で流れるクリスマスソングの録音に、津軽三味線奏者の寂空 とともに参加[24][25]
- 2017年1月公演の歌舞伎「しらぬい譚」（国立劇場開場50周年記念、尾上菊五郎監修・出演）で『宙乗り』の音楽および音響を担当[26]、舞台上でも「スッポン」（花道にあるセリ）から登場する演出で演奏した[27]
- 2017年9月公開の映画「仁光の受難」（ポニーキャニオン配給、庭月野議啓監督）で劇中曲『ボレロ』を演奏
- 2024年4月より有限会社邦楽ジャーナルの代表執行役に就任[28]

## ディスコグラフィ
ソロ
- Collection of works #1 "triskele" / Kaminaga Daisuke (2022[注 2])

自身初となるソロ名義による作品集。カセットテープ媒体で、プライベート・レーベルLITTLE HUT STUDIOの第1弾としてリリースされた。ゲストに雅楽師・東儀秀樹やアイルランドの伝統楽器の奏者などを迎えたアコースティックなサウンド作りとなっている。
- the first recording at 土の上を歩く / 神永大輔と中村大史 (2025)

中村大史（ギター、ピアノ、ブズーキ、アコーディオン）とのデュオ編成で、スタジオでの一発取りを生録音。
HeavensDust
- To All The Things I've Lost (2010)

HEAVENESE
- Silk Road (2010)
- Mighty Wind (2014)

NEO TRAD （箏・尺八・ディジュリドゥのトリオ）
- Synchronicity (2011)

Crow×Class～黒鴉組～ （プロ和楽器奏者によるヴィジュアル系ロックバンド、神永とともに和楽器バンドメンバー何名かが別名義で参加していた）
- Crow×Class～黒鴉組～ 初音源集 (2012)

Unknown Rooftops （津軽三味線と尺八の和楽器を2TOPに、ギター、ドラム、ベースが加わったバンド）
- 零 -ZERO- (2012)

KAO=S
- さくら (2013)
- ものがたり (2013)

ファミ箏
華風月
和楽器バンド
風とキャラバン
- はじまりの風-CROSSROAD- (2016)

ゲスト参加、V.A.・コンピレーション等
- 高橋広樹 / ヘタリア キャラクターCD II Vol.2 日本 (2013)
- 東京ディズニーランド ディズニー夏祭り 2014 (2014)
- NeoBallad / 03 〜縁〜 (ゼロサン エニシ) (2014)
- Daisy×Daisy / ULTIMATE EVOLUTION (2014)
- 石川綾子 / SAKURA SYMPHONY (2016)
- ZEN 〜自律神経とストレスに効くCD〜 (2018)
- 黒船 / YANBARU (2019)
- 森口博子 / GUNDAM SONG COVERS 3 (2022)
- ACE / アトリエオンライン 〜ブレセイルの錬金術士〜オリジナルサウンドトラック (2022)

## 著書

### 教則本
- 尺八をはじめる本。 全音楽譜出版社 2016 ISBN 978-4117907032
- 尺八を五つの音だけで吹く本。 全音楽譜出版社 2019 ISBN 978-4117907056

### 雑誌連載
- 尺八奏者のためのキャリア・コンサルティング 『邦楽ジャーナル』 2022年8月号〜2023年7月号